# شهرداری گالی
شهرداری گالی (به لاتین: Gali Municipality) یک منطقهٔ مسکونی در گرجستان است که در آبخازیا واقع شده‌است. شهرداری گالی ۱٬۰۰۳ کیلومتر مربع مساحت دارد.